# トワイライト (エレクトリック・ライト・オーケストラの曲)
「トワイライト」 (Twilight) は、1981年発表のエレクトリック・ライト・オーケストラ制作・演奏のアルバム『タイム』における2曲目のトラックで、同アルバムからの2番目のシングルである。

## 概要
前のトラック「プロローグ」と次曲「ロストワールド 2095」とのメドレーになっており、当時のツアーでも3曲続けて演奏された。
タイムトラベルをテーマにしたコンセプトアルバム「タイム」のオープニングナンバーで、作曲者のジェフ・リンは歌詞について「タイムトラベルについての曲。主人公はベッドで横になりながら窓の外を眺めている」と語っている。
「twilight」という語には夕闇だけでなく朝空け前の闇（夜と朝の間）という意味もあり、この曲では後者の意味。
イントロのリフのモノフォニック・シンセサイザー、verse部分でコードを押さえるポリフォニック・シンセサイザー、chrorus部分でのシーケンサー（でコントロールしたシンセ）、ソロ部分のピアノなど、キーボード系機器を多用し、従来のELOサウンドと異なる“いかにも「TIME」”なサウンドづくりとなっている。

## その他
- 1982年にトヨタ・セリカXXのCMで採用される。
- 1983年の日本SF大会「DAICON IV」でオープニングアニメーションに用いられた。
- 2005年にフジテレビ系列のドラマ『電車男』のオープニング曲として用いられた。
- 雪で造られた巨大な〔B〕の文字の上をバートンチームのほぼ全員が滑走する2009 - 2010年のバートン・スノーボードフィルム「The B Movie」で用いられた。
- 2013年にNHKラジオ第一の情報番組『地球ラジオ』のオープニング曲として用いられた。
- 2016年に沖縄テレビ系列の情報番組『金7』のテーマ曲として用いられた。